# Бладжиль
Бладжиль (фр. Bladjil) — деревня в Чаде, расположенная на территории региона Канем. Входит в состав департамента Канем.

## География
Деревня находится в западной части Чада, к северо-востоку от озера Чад, на высоте 303 метров над уровнем моря.
Бладжиль расположена на расстоянии приблизительно 182 километров к северо-северо-востоку (NNE) от столицы страны Нджамены. Ближайшие населённые пункты: Бладжири, Вадифиль, Нтиури, Абори, Амбра, Ндиали-Уни, Блари.
Климат деревни характеризуется как аридный жаркий (BWh в классификации климатов Кёппена).

## Транспорт
Ближайший аэропорт расположен в городе Нгури.